# Heukelum

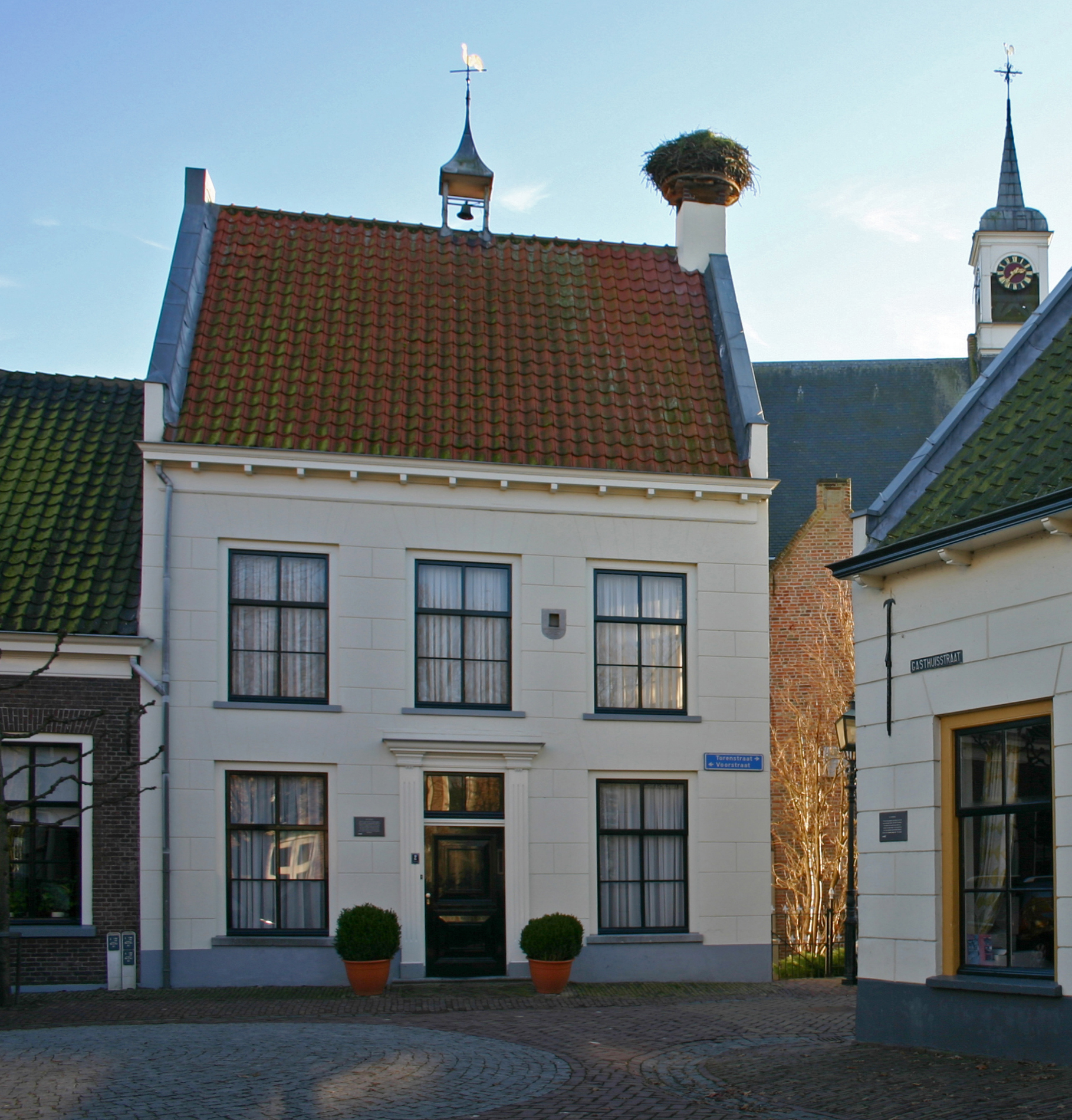
Heukelum: l'antico municipio

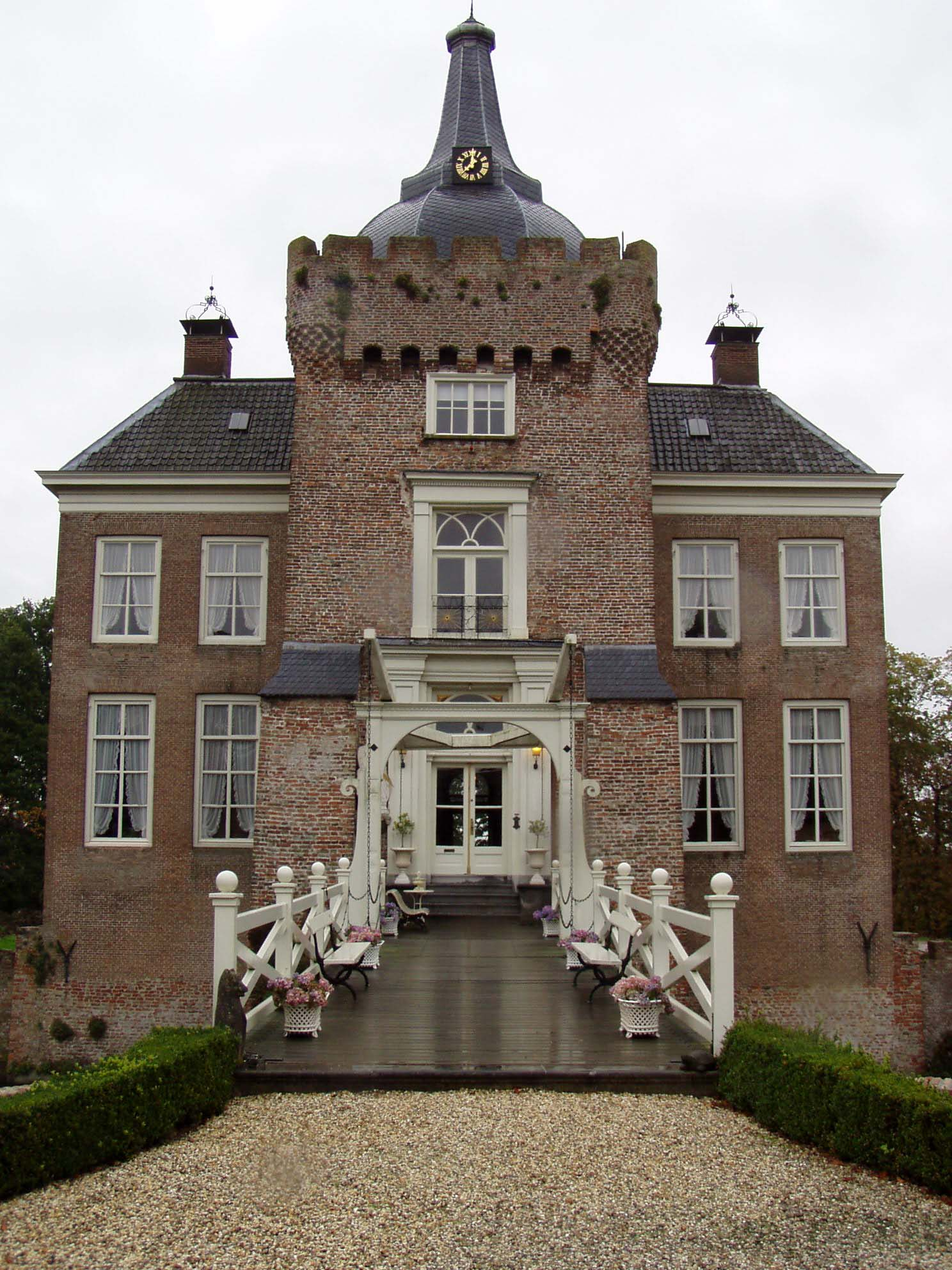
Heukelum: il castello

Heukelum è un villaggio (dorp) di circa 2.400 abitanti del sud-est dei Paesi Bassi, facente parte della provincia della Gheldria (Gelderland) e situato lungo il corso del fiume Linge, nella regione della Batavia (Betuwe). Dal punto di vista amministrativo, si tratta di un ex-comune (allora appartenente alla provincia dell'Olanda Meridionale), dal 1986 accorpato alla municipalità di Lingewaal, comune a sua volta ingobato nel 2019 nella nuova municipalità di West Betuwe.

## Geografia fisica
Heukelum si trova nella parte sud-occidentale della provincia della Gheldria, lungo il confine con la provincia dell'Olanda Meridionale (segnato dal corso del fiume Linge), tra le località di Leerdam (Olanda Meridionale) e Gorinchem (Olanda Meridionale), rispettivamente a sud-ovest della prima e a nord-est della seconda), a pochi chilometri a sud-ovest di Asperen.

## Origini del nome
Il toponimo Heukelum, attestato in questa forma dal 1883 e anticamente come Heukelom e Huecklom (1599), è formato dal termine germanico hukila*, che significa "altura", e dal termine olandese heem, che significa "centro abitato".

## Storia

### Dalle origini ai giorni nostri
Intorno al 1230, venne realizzata una mura di cinta e prima del 1286, la famiglia Van Arkel fece costruire una fortezza in loco, chiamata Merckenburg.
Heukeleum ottenne quindi lo status di città prima del 1393.

### Simboli
Lo stemma della località è quello dei signoria di Heukelum, costituito da una porta cittadina dorata.

## Monumenti e luoghi d'interesse
Heukelum vanta 13 edifici classificati come rijksmonumenten e 9 edifici classificati come gemeentelijke monumenten.

### Architetture religiose

#### Chiesa protestante
Principale edificio religioso di Heukelum è la chiesa protestante (Hervormde Kerk), un tempo dedicata alla Vergine Maria, che è situata nella Torenstraat e risalente probalminte al XV secopolo con aggiunte del 1728.

### Architetture civili

#### Castello di Heukelum
Altro edificio d'interesse è il castello di Heukelum (Kasteel Heukelum), situato nella Heidensweg e costruito nella forma attuale nel 1734 sulle rovine della Merckenburg, la preesistente fortezza del XIII-XIV secolo.

#### Municipio di Heukelum
Altro edificio d'interesse è l'ex-municipio, risalente al 1593.

## Società

### Evoluzione demografica
Al censimento del 2018, Heukelum contava una popolazione pari a 2.390 abitanti.
La popolazione al di sotto dei 26 anni era pari a 667 unità (di cui 395 erano i ragazzi e i bambini al di sotto dei 16 anni), mentre la popolazione dai 65 anni in su era pari a 486 unità.
La località ha conosciuto un progressivo incremento demografico a partire dal 2015, dopo un calo demografico verificatosi a partire dal biennio 2013-2014, quando contava una popolazione pari a 2.252 unità.

## Geografia antropica

### Suddivisioni amministrative
Il villaggio Heukelum è suddiviso in 2 buurtschappen, Friezenwijk e Vogelswerf.

## Economia
Il villaggio di Heukelum è noto per la produzione di dolcetti noti in olandese come krakelingen.